# Défibrage
Le défibrage du bois est la séparation des fibres du bois en vue de la fabrication de panneaux de fibres ou de pâte à papier.